# Wanda Kruszyńska
Wanda Kruszyńska z domu Cichosz (ur. 26 czerwca 1935 w Szczawinie, zm. 25 października 2024) – polska nauczycielka, krajoznawca, przewodnik turystyczny, opiekun zabytków, działaczka PTTK, PTSM i TOnZ.

## Nauka, studia, praca zawodowa
Dzieciństwo spędziła w Łodzi, od śmierci rodziców (w 1942) wychowywana przez ciotkę. Uczęszczała do Szkoły Podstawowej nr 122 przy ul. Jesionowej w Łodzi. W latach 1950–1954 uczęszczała do Liceum Pedagogicznego w Zgierzu. W czasie nauki w szkole grała w piłkę ręczną i koszykową w szkolnych zespołach. Po ukończeniu szkoły z nakazem pracy rozpoczęła pracę najpierw w Państwowym Domu Dziecka w Zgierzu, a po roku w Szkole Podstawowej nr 8 w Zgierzu i tam uczyła przez 19 lat. Wtedy rozpoczęła działalność społeczną, przez 10 lat opiekując się spółdzielnią uczniowską i także przez 10 lat prowadząc koło turystyczne (w latach 1964–1974). W 1974 przeszła do pracy w Szkole Podstawowej nr 6 w Zgierzu (Szkoła Ćwiczeń). Początkowo pracowała tam jako nauczycielka zajęć praktyczno-technicznych i plastyki, później jako nauczycielka - terapeutka, prowadząc zajęcia z dziećmi dyslektycznymi. Od 1980 była wicedyrektorem szkoły. W czasie pracy uzupełniała swoje kwalifikacje zawodowe uczęszczając na kursy dokształcające w zakresie zajęć praktyczno-technicznych, plastyki, fizyki.
W 1964 ukończyła Studium Nauczycielskie w Łowiczu – kierunek zajęcia praktyczno-techniczne z plastyką i fizyką. W 1975 odbyła studia wyższe zawodowe na Wydziale Filozoficzno-Historycznym Uniwersytetu Łódzkiego w zakresie zajęć praktyczno-technicznych (dyplom wydany 21 marca 1975 podpisali Rektor Cezary Józefiak i Dziekan Bohdan Baranowski). W 1979 ukończyła podyplomowe Studium Przedmiotowo-Metodyczne w zakresie reedukacji dzieci w Warszawie-Rembertowie. W 1984 uzyskała I stopień specjalizacji zawodowej w zakresie pedagogiki specjalnej – terapia pedagogiczna (jako pierwsza w Zgierzu). Na emeryturę przeszła w 1985.

## Działalność społeczna
Najpełniej realizuje się w działaniach krajoznawczo-turystycznych od 1962, w którym ukończyła kurs organizatorów turystyki i ta działalność krajoznawczo-turystyczna trwa do dziś. We wrześniu 1964 była współzałożycielem Nauczycielskiego Koła PTTK w Zgierzu, od początku członkiem Zarządu, potem wiceprezesem, a od 1974 była prezesem koła.
W latach 1965–1983 była członkiem Zarządu Oddziału PTTK w Zgierzu, w tym także przez 2 kadencje wiceprezesem Zarządu Oddziału.
Działała w Polskim Towarzystwie Schronisk Młodzieżowych, będąc w latach 1968–1975 członkiem Zarządu Oddziału Wojewódzkiego PTSM w Łodzi. W 1972 założyła koło PTSM nr 8 w Zgierzu, skupiające nauczycieli i uczniów.
W 1967 ukończyła kurs dla przewodników turystycznych terenowych po województwie łódzkim i prowadziła wycieczki przez ponad 20 lat. W latach 1972–1976 była członkiem Wojewódzkiej Komisji Przewodnickiej PTTK w Łodzi.
Ukończyła kurs w Centralnym Ośrodku Doskonalenia Kadr Kultury Fizycznej w wyniku czego uzyskała uprawnienia do organizowania kursów kierowników i organizatorów wycieczek szkolnych. Zorganizowała ok. 25 kursów kierowników i organizatorów wycieczek szkolnych.
Zorganizowała i przez 20 lat prowadziła Rajdy Maluchów w Zgierzu, a potem od 1976 do 2000 Rajdy Żaków i Nauczycieli. Organizowane są one do dziś.
W 1990 została wybrana Prezesem Zarządu Wojewódzkiego PTSM a w 1991 członkiem Zarządu Głównego PTSM.
Przez ostatnie 10 lat członek kolegium redakcyjnego kwartalnika PTTK w Łodzi "Wędrownik".

## Odznaczenia i wyróżnienia
- Srebrny Krzyż Zasługi (1969)
- Złoty Krzyż Zasługi (1974)
- Krzyż Kawalerski Orderu Odrodzenia Polski (1984)
- Medal Komisji Edukacji Narodowej (1979)
- Honorowa Odznaka Województwa Łódzkiego (1968)
- Srebrna Odznaka Zasłużonego Działacza Turystyki (1972)
- Odznaka Zasłużonego Działacza Ruchu Spółdzielczego (1972)
- Srebrna i Złota Odznaka Zasłużony w pracy PTTK wśród młodzieży (1979)
- Srebrna i Złota Honorowa Odznaka PTTK (1972)
- Złota Odznaka PTSM (1976)
- Złota Odznaka ZNP (1978)
- Złota Odznaka Zasłużonego Działacza Kultury Fizycznej (1996)
- posiada ok. 100 dyplomów uznania i listów pochwalnych za działalność społeczną